# Stefan Halewski-Hrycyszyn

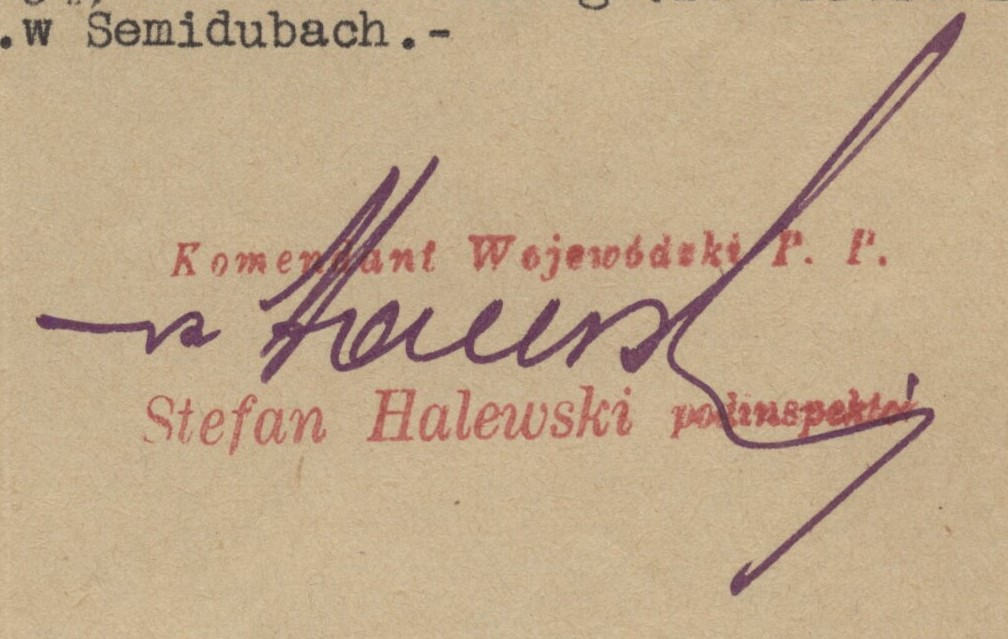
Parafa Stefana Halewskiego

Stefan Halewski-Hrycyszyn vel Hrycyszyn (ur. 25 listopada 1887, zm. ?) – major piechoty Wojska Polskiego i podpułkownik piechoty Polskich Sił Zbrojnych oraz podinspektor Policji Państwowej.

## Życiorys
Urodził się w rodzinie Jana  . W czasie I wojny światowej walczył w szeregach cesarskiej i królewskiej Armii. Jego oddziałem macierzystym był pułk piechoty nr 9 z Przemyśla. W czasie służby w c. i k. Armii awansował na kolejne stopnie w korpusie oficerów rezerwy piechoty: kadeta (starszeństwo z 1 stycznia 1913), podporucznika (starszeństwo z 1 lipca 1915) i porucznika (starszeństwo z 1 listopada 1916).
8 stycznia 1924 został zatwierdzony w stopniu majora ze starszeństwem z 1 czerwca 1919 i 156. lokatą w korpusie oficerów rezerwy piechoty. Posiadał wówczas przydział w rezerwie do 79 pułku piechoty w Słonimie.
Od 1 kwietnia 1920 pełnił służbę na stanowisku powiatowego komendanta Policji Państwowej w Przemyślu. Od 6 lutego 1925 w Komendzie Wojewódzkiej Policji Państwowej w Łucku na stanowisku kierownika referatu administracyjnego, od 1 lipca 1927 oficera inspekcyjnego i zastępcy komendanta wojewódzkiego w Łucku, a od 21 czerwca 1934 oficera inspekcyjnego w Nowogródku. Na tym stanowisku zastępował komendanta wojewódzkiego P.P.
W 1934, jako oficer rezerwy pozostawał w ewidencji Powiatowej Komendy Uzupełnień Łuck. Posiadał przydział do Oficerskiej Kadry Okręgowej Nr II. Był wówczas w grupie „pełniących służbę w Policji Państwowej w stopniach oficerów P.P.” W czasie służby w Policji Państwowej awansował na stopień podinspektora .
We wrześniu 1939 został internowany na Litwie i osadzony w obozie Mejszagoła . Następnie został przekazany sowieckim władzom i osadzony w obozie kozielskim (tzw. Kozielsk II) . 2 lipca 1941 został przeniesiony do Obozu jenieckiego NKWD w Griazowcu  . 3 września tego roku, po uwolnieniu, przybył do miejscowości Tatiszczewo, w obwodzie saratowskim , którą wybrano na jeden z ośrodków formowania Polskich Sił Zbrojnych w ZSRR. 
W „Armii gen. Andersa” pełnił służbę na stanowisku szefa bezpieczeństwa, a od 29 września 1941 równocześnie pełniącego obowiązki dowódcy żandarmerii, która do 24 lutego 1942 występowała pod nazwą „Wojskowa Policja Polowa”. Od 19 marca 1942, po przemianowaniu Szefostwa Bezpieczeństwa w Dowództwo Żandarmerii, sprawował obowiązki dowódcy żandarmerii. W tym czasie awansował na podpułkownika. 28 marca 1942 wyjechał z ZSRR.
Stefan Halewski-Hrycyszyn był żonaty z Marią Julią Marszałek, z którą miał dwoje dzieci (ur. 1914 i 1922).

## Ordery i odznaczenia
- Srebrny Krzyż Zasługi (28 kwietnia 1927)[21][14]
- Medal Dziesięciolecia Odzyskanej Niepodległości[14]
- Brązowy Medal za Długoletnią Służbę[14]
- Brązowy Medal Zasługi Wojskowej na wstążce Krzyża Zasługi Wojskowej (Austro-Węgry)[6]